# Matricom potpomognuta laserska desorpcija/jonizacija
Matricom potpomognuta laserska desorpcija/jonizacija (MALDI) je blaga jonizaciona tehnika koja se koristi u masenoj spektometriji. Ona omogućava analizu biomolekula (biopolimera kao što su DNK, proteini, peptidi i šećeri) i veliki organski molekuli (kao što su polimeri, dendrimeri i drugi makromolekuli), koji su uglavnom krhkiji i fragmentiraju se kad se jonizuju konvencionalnim jonizacionim metodama. MALDI je slična po prirodi sa elektrosprejnom jonizacijom (ESI) u smislu da su obe tehnike relativno blagi načini dobijanja jona velikih molekula u gasovitoj fazi, mada MALDI proizvodi manji broj višestruko naelektrisanih jona.
MALDI metodologija je trostupni proces. Prvo se uzorak meša sa podesnim matričnim materijalom i stavlja se na metalnu osnovu. U drugom stupnju se pulsirajućim laserom ozračava uzorak, što inicira ablaciju i desorpciju uzorka i matričnog materijala. Konačno se analizirani molekuli jonizuju protonacijom ili deprotonacijom na toplom peru jonizujućih gasova, i nakon toga se ubrzaju i analiziraju u masenom spektrometaru.

## Literatura
- Hillenkamp, F.; Karas, M.; Beavis, R. C.; Chait, B. T. (1991). „Matrix-assisted laser desorption/ionization mass spectrometry of biopolymers”. Analytical Chemistry. 63 (24): 1193A—1203A. PMID 1789447. doi:10.1021/ac00024a002.
- Ragoussis, J.; Elvidge, G. P.; Kaur, K.; Colella, S. (2006). „Matrix-Assisted Laser Desorption/Ionisation, Time-of-Flight Mass Spectrometry in Genomics Research”. PLoS Genetics. 2 (7): e100. PMC 1523240 . PMID 16895448. doi:10.1371/journal.pgen.0020100.
- Hardouin, J. (2007). „Protein sequence information by matrix-assisted laser desorption/ionization in-source decay mass spectrometry”. Mass Spectrometry Reviews. 26 (5): 672—82. PMID 17492750. doi:10.1002/mas.20142.
- Peter-Katalinic, J.; Hillenkamp, F. (2007). MALDI MS: A Practical Guide to Instrumentation, Methods and Applications. Wiley-VCH. ISBN 3-527-31440-7.
- Schrepp, W.; Pasch, H. (2003). MALDI-TOF Mass Spectrometry of Synthetic Polymers. Springer-Verlag. ISBN 3-540-44259-6.

## Spoljašnje veze
- Primer on Matrix-Assisted Laser Desorption Ionization (MALDI) National High Magnetic Field Laboratory